# 等圧線

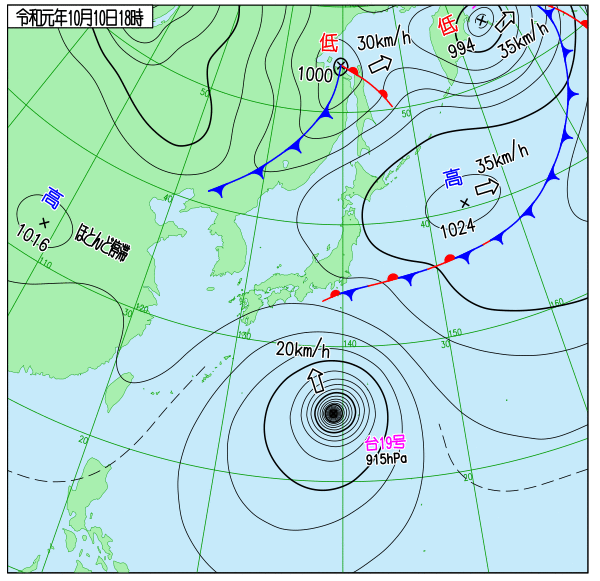
2019年10月10日18時の天気図（気象庁）。日本の南に令和元年東日本台風（台風19号）がある。

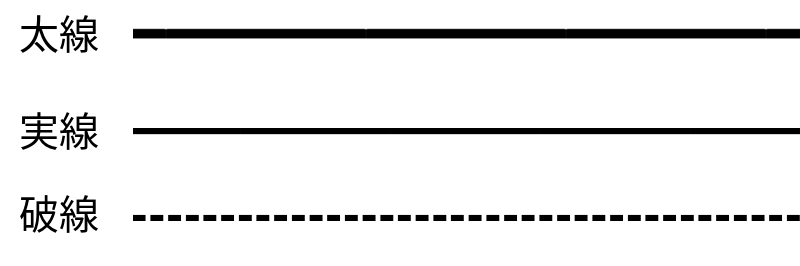
等圧線の種類。太線と実線・破線の3つがある。

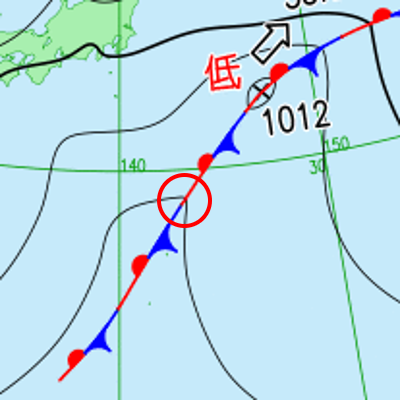
等圧線が急激にカーブする例。赤丸がその部分

等圧線（とうあつせん）は、地上天気図で同じ気圧の地点を結んだ線。各地に位置するそれぞれの観測地点でのデータを海面上の高さに補正したもの（これを海面更正という）をもとに作成する。等圧線は前線をはさむ場合を除いて急激にカーブすることはなく、交差することも分岐することもない。等圧線が混み合うほど気圧の傾きが急になるために風が強くなる。低気圧の中心付近では等圧線の間隔は狭くなり、高気圧の中心付近では広くなる。前線に交差する場合には気圧の低いほうに急激にカーブするが、それ以外急に曲がることはない。
等圧線は通常1,000 hPaを基準に20 hPa間隔で太い実線が描かれ、4 hPaごとに細い実線が描かれる。必要に応じて2 hPa間隔で細い破線が描かれる。